# 巴黎世家

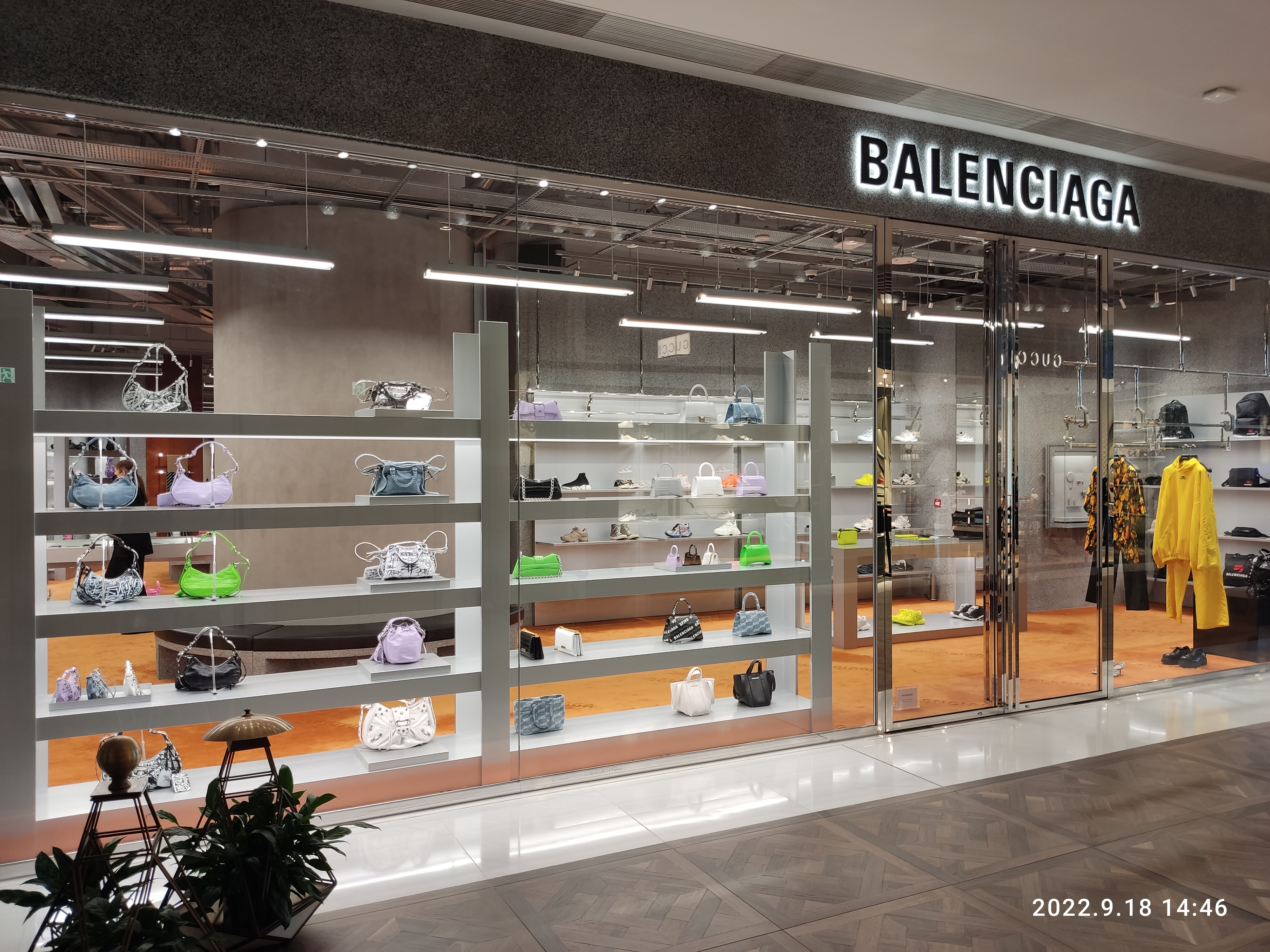
巴黎世家在香港尖沙咀K11 MUSEA門市

巴黎世家（西班牙語：Balenciaga，國際音標：[balenˈθjaɣa]，中文有时也翻译成巴隆夏加、巴伦西亚加）是一家歐洲时装品牌，由来自西班牙巴斯克地区的艺术家克里斯托瓦爾·巴倫西亞加所创立。由法国開雲集團旗下的古驰持有。巴黎世家被克里斯汀·迪奧稱為“我們所有人的大師”。他的泡泡裙和古怪、「現代派輪廓」成為品牌的一大特色。

## 历史
1918年，克里斯托瓦尔·巴伦西亚加在西班牙的圣塞瓦斯蒂安創立他的第一家店。他与克里斯汀·迪奥一起创立了1950年代崭新的女性形象。他那些可爱的蓬蓬裙（Bubble Skirt），既古怪又女性化、同时亦非常具有现代感的衣服廓形促使他迈向成功。
设计师尼古拉·蓋斯奇埃爾与1997年上任，被《时尚》美国版及《国际先驱论坛报》等媒体称为“时装界最有潜力的红人”、“当今最令人着迷的原创设计师，最时髦的创造者”。
但是巴隆夏加曾一度警告尼古拉·蓋斯奇埃爾说，如果他在2007年之前没有创造出利润出来，集团将考虑另聘人选。但当蓋斯奇埃爾做完2005秋冬系列时，他已经不仅仅带来了利润，还受到了诸如《時尚》美国版主编安娜·溫特等时尚名流们的喜爱。
2006年奥斯卡奖上的珍妮佛·康納莉和妮可·基曼的着装，以及妮可·基德曼与凯斯·厄本（Keith Urban）的婚礼服都是巴黎世家提供的设计与制作，凱莉·米洛在她的音乐录音带《缓慢》（Slow）以及巡演中也穿着巴黎世家的品牌。
2012年11月，巴黎世家宣布与尼古拉·蓋斯奇埃爾结束长达15年的合作关系，并于12月宣布王大仁（Alexander Wang）成为品牌新任创意总监。王大仁将负责巴黎世家的男、女成衣和配饰系列设计；而王大仁的个人同名品牌不会发生任何变动，仍将由他担任创意总监。
2018年1月，NET-A-PORTER與MR PORTER宣布與巴黎世家推出獨家聯乘系列，是巴黎世家首次與零售商合作。是次合作其中一個亮點是由電商的員工親身上陣，穿上特別設計在其倫敦總部辦公室拍攝，充滿真實感。與巴黎世家廣告大片的精神同出一轍，品牌的廣告創作主腦 Johnny Dufort 和造型師 Lotta Volkova亦有份參與。
該系列以品牌2018春夏時裝騷為設計藍本，包括短靴、手袋、褲靴等等。及後，亦有人指出 Demna Gvasalia 把 ugly chic 這種潮流帶起並推及全世界。
2018年，於 A/W 18 男裝周中，有報導指出 Demna Gvasalia 最初推出聯乘的概念時的確讓人感到新鮮，將 high、low 這回事玩到淋灕盡致，同時喚醒大家對部份感覺不能登上高級時裝舞台的品牌的回憶，給予它們新的身份，但近年不斷復刻過往的聯乘版本時，根本不能稱上設計。
2018年，在Balenciaga FW18中，Demna Gvasalia與World Food Programme聯手，利用服飾作為宣傳，服飾的價格會附上等同某食物數量的價值參考，例如一頂帽子是500罐可樂等等。藉此宣揚珍惜食物的訊息。亦利用3D技術打造成Hourglass的cutting，把經典利用先進的方法呈現；又或是把二次創作、Logo運用得更有教育意義。
2018年2月，有時尚專欄指出Balenciaga每一季的設計都是由觀察巴黎人的日常作為出發點，提及到過去Balenciaga曾以上班族、交通工具、貨幣等作設計靈感。
2018年春夏推出的恤衫，由過往約6000港元升價至約10000港元，皆因今季把兩件恤衫重新設計，因此成本亦相對增加。
2018年，BALENCIAGA的廣告硬照與以往不同，注入不少有趣元素，例如以記者追訪明星為主題，拍攝一系列的宣傳照片。而當中最為人津津樂道的是邀請一個平凡且從未有當模特兒經驗的家庭作春夏2018男裝設計的模特兒。
2018年，有時尚專欄指出繼時裝展後，Balenciaga可能會帶起巨型外套的潮流。
設計師不時會把被大眾認為是醜的物品時尚化變成時裝，有專欄指出包括Gucci 的腰包及Balenciaga 的休閒涼鞋及運動鞋款都是「ugly fashion」。
2018年，有專欄指出Balenciaga所推出的襪子鞋及忍者運動鞋款，成功把潮流傳遞至其他牌子，相繼推出同款產品。
2018年7月，不時傳出抄襲新聞的Demna Gvasalia，被營運超過30年的紀念品公司City Merchandise, Inc. 控告抄襲其出售的紀念品手袋。
2018年8月，以帶領Dad Shoes潮流的Balenciaga再次推出新鞋款Track Trainers，會由 9 月 3 日起於英國百貨公司 Selfridges 獨家發售，品牌將會設置限定店，價值 £550。
曾於時裝展中帶起衛衣街頭裝及阿伯波鞋潮流的Balenciaga，在巴黎時裝周春夏 2019中回歸品牌原點，把Cristóbal Balenciaga創下的剪裁以新穎的角度重新包裝的設計，而充滿建築感的起角方肩線、cocoon cut 的大恤衫是系列的主導剪裁。

## 影響
2018年，有專欄訪問了幾位形象設計師，他們均表示喜歡Balenciaga揉合了街頭與高貴的特色。而他們都表示就算去世時，亦要穿Balenciaga。

## 爭議

### 被指歧視中國顧客
中共黨報《環球時報》引述網友爆料：2018年4月26日，一名中國女子在巴黎春天內的「巴黎世家」專櫃排隊購物時遭遇「外國人」插隊，中國女人試圖阻止，卻被對方推搡。中國女人的兒子衝過來理論，結果被一群「外國人」打了。最後插隊的人買到鞋子，中國女人被請走了。 “法國保安拉架只控制中國人”，“巴黎世家專櫃侮辱守規矩排隊的中國人，讓中國人滾出去”。 《環球時報》續稱，“多位網友在微博上講述了大致相同的事情經過，並且有打架視頻為證”，但當事的中國女人並沒有現身說法。
事發後，不少人在巴黎春天的社群網站帳號Instagram下評論、質疑。之後，巴黎春天在評論區道歉：「我們很抱歉今早有兩名顧客在新品發售的排隊隊伍中發生了爭吵，我們很快採取了措施，讓雙方保持了冷靜。我們也在了解到底發生了什麼。百貨的事件感到萬分的遺憾與歉意”，“我們向事件中的兩位中國顧客，在場所有受到牽連的顧客，以及所有受到影響的廣大華人群體表示我們真摯的歉意！重申並將確保始終秉承平等和尊重的態度面向每一位顧客」。巴黎世家專櫃的一位負責人表示，絕對沒有“毆打中國客人”，巴黎世家品牌的人也不會說出歧視和侮辱中國人的話。
中國大陸網民有所抵制。